# Mikael Lidhammar
Mikael Lidhammar, född 28 oktober 1987 i Luleå, Sverige är en svensk ishockeyforward som spelar för Guildford Flames i brittiska EIHL.
I juni 2013 drabbades Lidhammar av lymfkörtelcancer, men har kunnat fortsätta sin ishockeykarriär senare.

## Karriär
- 2002-10: Luleå HF 
  - 2006-07: Asplöven HC (lån) 
  - 2007-08: IF Björklöven (lån)
- 2010-11: BIK Karlskoga
- 2011-15: IK Oskarshamn 
  - 2011-12: Vimmerby HC (lån) 
  - 2013-14: Mörrums GoIS IK (lån)
- 2015-2017: Dundee Stars
- 2017-: Guildford Flames

### Fotnoter
1. ↑  Håkan Stridblom (27 juni 2017). ”Förre Luleåforwarden till mångmiljonstaden” (på svenska). Norrländska socialdemokraten. Arkiverad från originalet den 16 juli 2018. https://web.archive.org/web/20180716223831/http://www.nsd.se/sport/100-hockey/forre-luleaforwarden-till-mangmiljonstaden-nm4582303.aspx. Läst 16 juli 2018.
2. ↑  Emil K. Lagnelius (16 juni 2013). ”Mikael Lidhammar drabbad av cancer” (på svenska). Sportbladet. https://www.aftonbladet.se/sportbladet/hockey/a/zL6aW1/mikael-lidhammar-drabbad-av-cancer. Läst 16 juli 2018.